# The Stories
The Stories – box set brytyjskiego zespołu My Dying Bride zawierający minialbumy Symphonaire Infernus et Spera Empyrium (1991), The Thrash of Naked Limbs (1993) oraz I Am the Bloody Earth (1994). Wydany 20 października 1994 roku przez wytwórnię płytową Peaceville w limitowanym nakładzie 3000 egzemplarzy. Materiał zawarty na tym wydawnictwie został również wydany na kompilacji Trinity w 1995 roku.

## Lista utworów
| CD 1 - Symphonaire Infernus et Spera Empyrium | CD 1 - Symphonaire Infernus et Spera Empyrium | CD 1 - Symphonaire Infernus et Spera Empyrium |
| Nr                                            | Tytuł utworu                                  | Długość                                       |
| --------------------------------------------- | --------------------------------------------- | --------------------------------------------- |
| 1.                                            | „Symphonaire Infernus et Spera Empyrium”      | 11:39                                         |
| 2.                                            | „God Is Alone”                                | 4:51                                          |
| 3.                                            | „De Sade Soliloquay”                          | 3:42                                          |
|                                               |                                               | 20:12                                         |

| CD 2 -The Thrash of Naked Limbs | CD 2 -The Thrash of Naked Limbs | CD 2 -The Thrash of Naked Limbs |
| Nr                              | Tytuł utworu                    | Długość                         |
| ------------------------------- | ------------------------------- | ------------------------------- |
| 1.                              | „The Thrash of Naked Limbs”     | 6:13                            |
| 2.                              | „Le Cerf Malade”                | 6:31                            |
| 3.                              | „Gather Me up Forever”          | 5:17                            |
|                                 |                                 | 18:01                           |

| CD 3 - I Am the Bloody Earth | CD 3 - I Am the Bloody Earth                      | CD 3 - I Am the Bloody Earth |
| Nr                           | Tytuł utworu                                      | Długość                      |
| ---------------------------- | ------------------------------------------------- | ---------------------------- |
| 1.                           | „I Am the Bloody Earth”                           | 6:37                         |
| 2.                           | „Transcending (Into the Exquisite)” (house remix) | 8:39                         |
| 3.                           | „Crown of Sympathy” (remix)                       | 11:10                        |
|                              |                                                   | 26:26                        |

## Twórcy
- Aaron Stainthorpe – śpiew
- Andrew Craighan – gitara
- Calvin Robertshaw – gitara
- Adrian Jackson – gitara basowa
- Rick Miah – perkusja
- Martin Powell – skrzypce
- Robert "Mags" Magoolagan – produkcja (I Am the Bloody Earth), inżynieria dźwięku (The Thrash of Naked Limbs)
- Paul "Hammy" Halmshaw – produkcja (Symphonaire Infernus et Spera Empyrium)
- Noel Summerville – mastering (I Am the Bloody Earth, masteringu dokonano w studiu Transfermation w Londynie)
- DJ Ghost z zespołu Global Genocide Forget Heaven – śpiew gościnnie w utworze "I Am the Bloody Earth"